# Monumento alla regina Vittoria (Reading)
Il monumento alla regina Vittoria è un monumento commemorativo, opera dello scultore George Blackall Simonds (1843–1929), posto presso Friar Street a Reading, in Inghilterra, Regno Unito.

## Storia

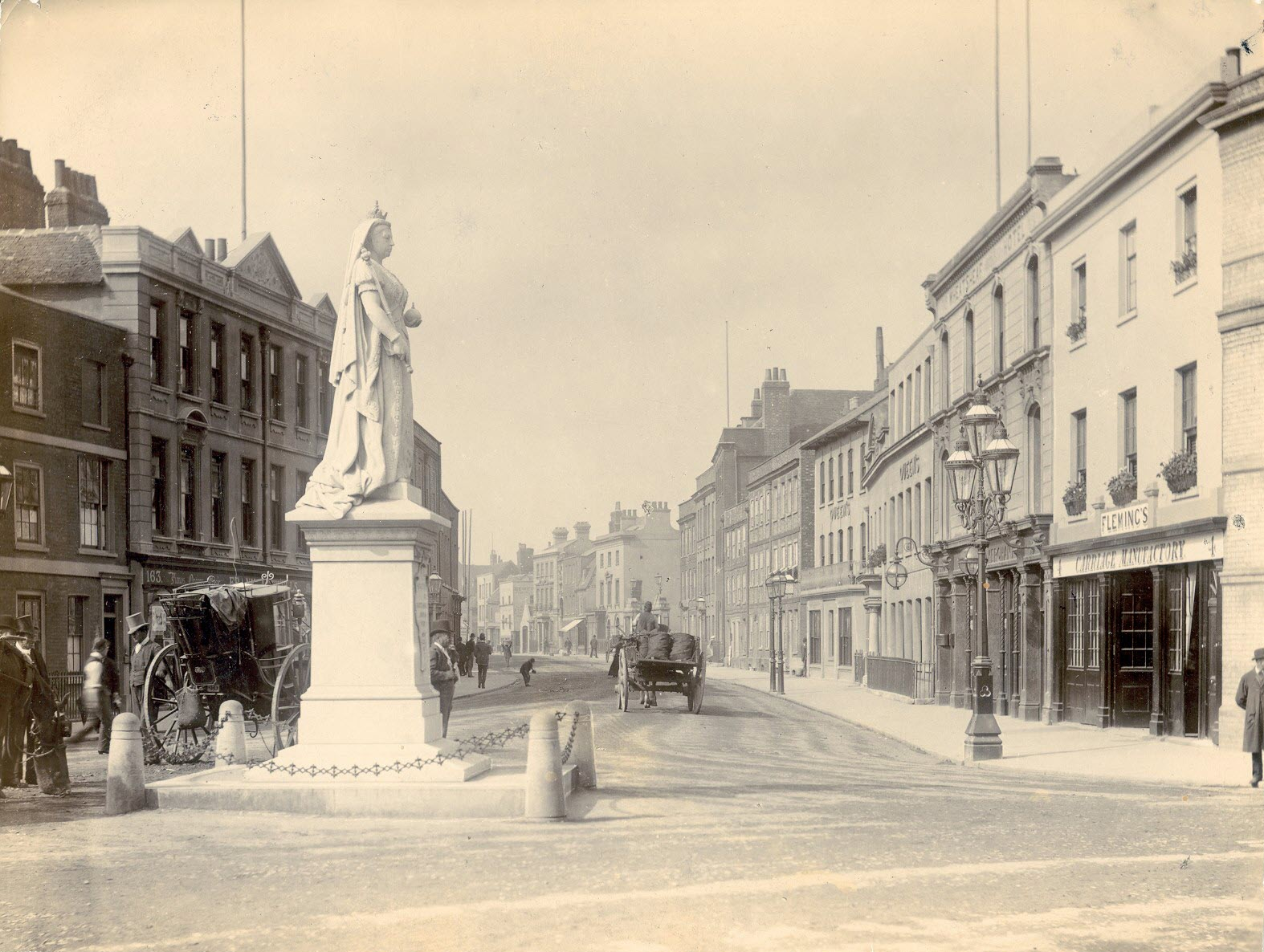
Il monumento e Friar Street nel 1888

La scultura venne commissionata all'artista e concittadino George Blackall Simonds dal municipio di Reading e dalla cittadinanza, per onorare la regina Vittoria che nel 1887 festeggiava il giubileo d'oro dalla salita al trono del Regno Unito. Il monumento, una volta terminato, fu collocato al termine di Friar Street, davanti al municipio cittadino.

## Il monumento
La statua, integralmente realizzata  in pietra scolpita, rappresenta la regina Vittoria nell'iconografia classica, in piedi, col capo velato e coronato, mentre tiene tra le mani lo scettro ed il globo, simboli del potere. Sul basamento a pilastro si trova un cartiglio, recante scolpita la iscrizione latina: "VICTORIA D.G. BRITANNIAR. REG. INDIAE IMP. FID. DEF. MDCCCLXXXVII".